# Hero (cançó de Weezer)
«Hero» és una cançó de la banda estatunidenca Weezer pertanyent a l'àlbum Van Weezer, que es va publicar el 6 de maig de 2020 com a segon senzill de l'àlbum.

## Producció
Aquesta cançó marcava l'estil de l'àlbum Van Weezer, un retorn a les arrels de la banda, al hard rock i el power pop, a l'ús intens de la guitarra. Malgrat centrar-se en els sentiments d'insuficiència de Rivers Cuomo, el cantant de la banda, és una cançó optimista.
El 30 de juliol del mateix any, Weezer va llançar una versió alternativa de la cançó titulada «Hero (Piano)», arranjada com una balada de piano.
El videoclip fou dirigit per Brendan Walter i Jasper Graham, i és un homenatge als treballadors essencials durant la pandèmia de COVID-19 amb la participació de la banda Real Estate.

## Llista de cançons
Senzill 1
| Núm. | Títol  | Durada |
| ---- | ------ | ------ |
| 1.   | «Hero» | 3:56   |

Senzill 2
| Núm. | Títol          | Durada |
| ---- | -------------- | ------ |
| 1.   | «Hero (Piano)» | 3:38   |
| 2.   | «Hero»         | 3:56   |